# Boeing BBJ

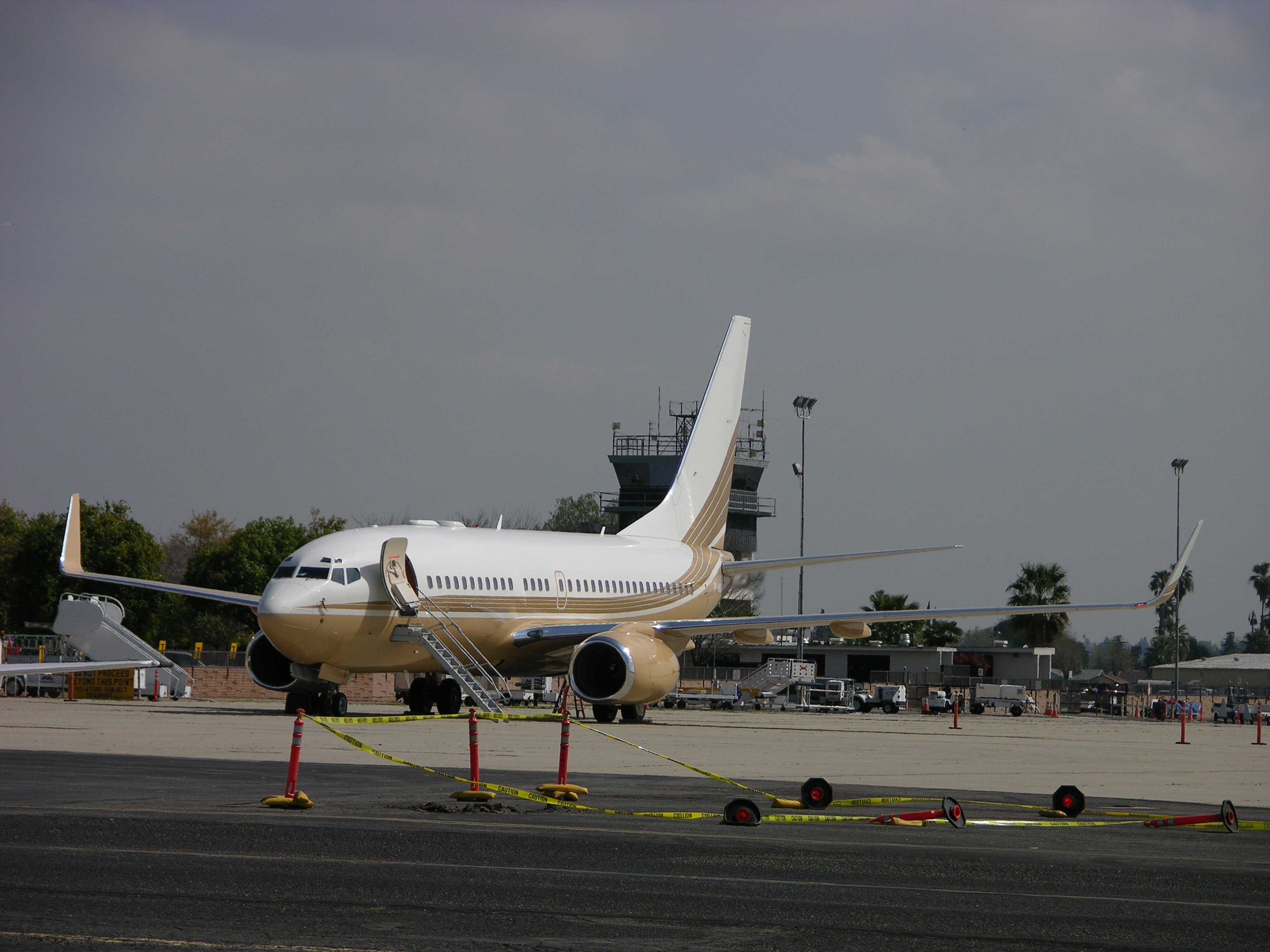
Un Boeing 737-700 BBJ

Il Boeing Business Jet (BBJ) è un business jet, un aereo di linea ad uso civile, destinato ad una clientela precisa, uomini d'affari e personalità di stato.

## Descrizione
Nato dalla linea del Boeing 737 il BBJ è un bimotore a lunghissimo raggio, composto tra i 25 e 50 posti a configurazione esclusivamente luxury. Al suo interno si può trovare, una camera da letto, un bagno con doccia, una stanza per conferenze o cene e un corridoio destinato ai passeggeri ed al riposo.
Il BBJ è prodotto in compartecipazioni 50/50 tra la Boeing Commercial Airplanes e la General Electric.
Ha una velocità di crociera massima di 0,82 Mach, oltre 880 km/h al suolo, e può coprire senza scalo rotte come Milano-Minneapolis, Miami-Rio de Janeiro o Mosca-Tokyo.
Sul mercato esistono diversi pari ruolo commerciali, tra cui l'Embraer Lineage, il Bombardier Global Express, Gulfstream e l'Airbus Executive and Private Aviation.

## Modelli

### narrow-body
- BBJ o meno frequentemente, BBJ1, si basa sul modello 737-700. Questo è stato il primo modello iniziale. Esso è conosciuto nella U.S. Air Force come, C-40B Clipper.
- BBJ2 basato sul 737-800.
- BBJ3 basato sul 737-900ER.
- BBJ C è una variante del BBJ con la particolarità di avere la possibilità di effettuare il "quick change", cioè operazioni di carico e scarico, e aggiunta di carburante in modo particolarmente veloce. Questa funzionalità è riscontrabile anche nei 737-700C.

### wide-body
- 747 VIP versione derivata dal Boeing 747-8.
- 777 VIP versione derivata dal Boeing 777.
- 787 VIP versione derivata dal Boeing 787.

## Utilizzatori

### Militari
Argentina
- Fuerza Aérea Argentina (1 ordine)

 Australia
- Royal Australian Air Force (4)[1][2]

 Colombia
- Fuerza Aérea Colombiana (1)

 Marocco
- Royal Moroccan Air Force (2)[3]

 India
- Bhartiya Vāyu Senā (3)

 Malaysia
- Tentera Udara Diraja Malaysia (1)[4]

 Nigeria
- Nigerian Air Force (1)

 Polonia
- Siły Powietrzne (3)[5][6][7]

 Sudafrica
- Suid-Afrikaanse Lugmag (1)

### Compagnie aeree
Alcune compagnie aeree possiedono nella loro flotta alcuni BBJ per poter offrire servizi personalizzati ai loro clienti.
Vi sono, inoltre, alcune compagnie charter che gestiscono esclusivamente flotte di BBJ per offrire un servizio di trasporto di lusso.

### Privati
Non vi sono molte informazioni sulla clientela privata di BBJ. Molti di questi clienti preferiscono mantenere le loro informazioni ad un livello molto confidenziale per proteggere i loro interessi privati ed economici.